# Negen hoofdstukken over de rekenkunde

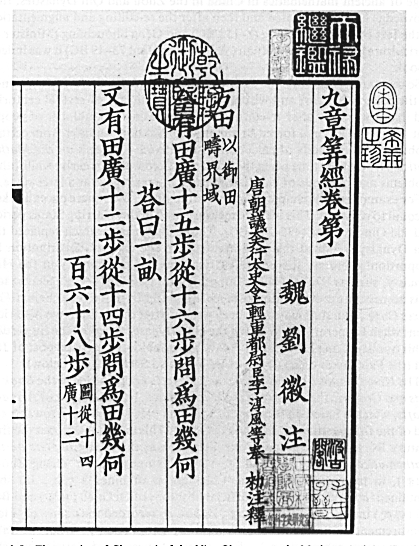

 Negen hoofdstukken over de rekenkunde  (vereenvoudigd Chinees: 九章算术; traditioneel Chinees: 九章算術; pinyin: Jiǔzhāng Suànshù) is een Chinees boek over wiskunde, dat vanaf de 10de tot de 2de eeuw voor Christus is samengesteld door verschillende generaties van geleerden. Het laatste deel stamt uit de 1e eeuw na Chr. Dit boek is een van de vroegst overgeleverde wiskundige teksten uit China. De eerste was Suàn shù shū (202 v. Chr - 186 v. Chr.). De aanpak van de wiskunde in het boek concentreert zich op het vinden van algemene methoden voor het oplossen van problemen. Deze manier van werken staat in contrast met de aanpak, zoals die onder de Oud-Griekse wiskundigen gebruikelijk was. Zij probeerden om door deductie stellingen af te leiden uit een gegeven aantal axioma's. 
Vermeldingen in het boek zijn meestal in de vorm van een verklaring van een probleem, gevolgd door de verklaring van de gegeven oplossing, en een toelichting op de procedure die heeft geleid tot deze oplossing.

## Inhoudsopgave
De negen hoofdstukken zijn: 
1. 方田 Fang tian - Rechthoekige velden. Oppervlaktes van percelen van verschillende vormen; manipulatie van gewone breuken.
2. 粟米 Su mi - Gierst en rijst. Uitwisseling van goederen bij verschillende tarieven; prijzen. Oefeningen met verhoudingen en breuken.
3. 衰分 Shuāi fēn - Afnemende delen. Verdeling van goederen en geld tegen proportionele tarieven.
4. 少广 Shao Guang - Ontbrekende breedte. 24 Opgaven over delen, waarin de breedte van een rechthoek gevonden moet worden, als de lengte en de  oppervlakte gegeven zijn; worteltrekken en derdemachtswortels; dimensies, oppervlaktes en volumes van cirkels en bollen.
5. 商功 Shang gong - Overwegingen over constructies. De volumes van verschillende vormen.
6. 均输 Jun shu - Eerlijke verdeling van goederen. Geavanceerde problemen met betrekking tot de eerlijke verdeling van goederen.
7. 盈不足 Ying bu zu - Overvloed en gebrek. 20 Opgaven over lineaire vergelijkingen, die opgelost worden door gebruik te maken van het principe dat in het Westen bekend werd als regula falsi.
8. 方程 Fang cheng - Rechthoekige schema's. Problemen met meerdere onbekenden, opgelost door een principe dat lijkt op de gauss-eliminatie.
9. 勾股 Gou gu - Rechthoekige driehoeken. Problemen met het principe wat in het Westen bekendstaat als de Stelling van Pythagoras.